# Kirovgrad
Kirovgrad (del ruso: Кировград) es una ciudad del óblast de Sverdlovsk, en Rusia. Es el centro administrativo del raión homónimo. Está situada a 99 km al noroeste de Ekaterimburgo. Contaba en 2007 con 22.300 habitantes. Está situada en la cuenca del río Neiva.

## Historia
En 1661 (depende de la fuente también en 1663 o 1675) fue fundada en el emplazamiento de la ciudad actual la ciudad de Kalata (en túrquico quiere decir "lugar de los padres"). En 1932, recibió el estatus de ciudad, siendo renombrada Kirovgrad en 1935 en honor del dirigente soviético Sergéi Kírov, asesinado el año anterior.

## Demografía
| 1959   | 1970   | 1979   | 1989   | 2002   | 2007   |
| ------ | ------ | ------ | ------ | ------ | ------ |
| 22 700 | 23 000 | 24 000 | 25 600 | 23 200 | 22 300 |

## Transporte
La estación de Ezhóvaia (Ежёвая), en la línea de ferrocarril Perm - Kushva - Ekaterimburgo, dista 9 km de la ciudad.

## Economía
Kirovgrad posee dos establecimientos metalúrgicos
- Una fundición de cobre, establecida en 1912 (que en ese momento se llamaba Kalatinski Zavod). Es una de las mayores de los Urales
- Una fábrica de aleaciones, puesta en servicio en 1942. Trabaja el wolframio, el titanio y el cobalto.

## Cultura y lugares de interés
La ciudad cuenta con un museo de historia local.